# Mariah Carey Collector's Set
Mariah Carey Collector's Set é um box contendo os três primeiros álbuns de Mariah Carey na gravadora Island Def Jam Recordings. É uma caixa que contém os álbuns Charmbracelet, E=MC² e a versão Ultra-Deluxe do álbum The Emancipation of Mimi. O box contém também uma case extra para o álbum Memoirs of an Imperfect Angel. Há a versão tradicional dele, dourada - mas há indícios de uma versão escura.
O box não foi lançado no Brasil - apenas nos Estados Unidos e na Europa.